# Колыбеловка (Липецкая область)
Колыбе́ловка — деревня Петровского сельсовета Грязинского района Липецкой области. 

## География
Находится у границы с Петровским районом Тамбовской области в 16 км к востоку от города Грязи и в 5 км к востоку от центра сельсовета, села Петровка.

## История
По-видимому, деревня возникла приблизительно в середине XIX века, так как на карте Шуберта она не обозначена.
По сведениям 1862 года во владельческой деревне Колыбелка II стана Липецкого уезда Тамбовской губернии проживало 133 жителя (65 мужчин, 68 женщин) в 11 дворах, был завод тонкорунных овец.
По данным начала 1883 года в деревне Ивановской волости Липецкого уезда проживал 241 собственник из помещичьих крестьян (119 мужчин и 122 женщины) в 27 домохозяйствах. Имелось 186 десятин удобной надельной земли, также все хозяйства арендовали 237 десятин пашни (три домохозяина Колыбелки имели в аренде 400 десятин земли и большую часть раздавали своим односельчанам). В деревне было 99 лошадей, 62 головы КРС, 704 овцы и 33 свиньи, также 1 хозяйство имело 50 колод пчёл. Имелось 1 промышленное заведение. Было 3 грамотных мужчины.
По сведениям 1888 года к деревне относились имения дворянина П. П. Грота (390 десятин) и купчих Т. С. Кошеляевой, Е. С. Лысцевой и Е. С. Афанасьевой (по 121 десятине), сдаваемые в полном составе в аренду крестьянам.
В 1911 году в деревне, относящейся к приходу села Средняя Лукавка, было 45 дворов великороссов-земледельцев, проживало 376 человек (192 мужчины и 184 женщины). В 1914 году в деревне Колыбеловка 225 жителей (108 мужчин, 117 женщин), земская школа.
По переписи 1926 года в деревне Колыбеловка (Планково) Грязинской волости было 97 дворов русских и 559 жителей (260 мужчин, 299 женщин). По спискам сельскохозяйственного налога на 1928/1929 годы в деревне Колыбеловка, вошедшей в состав Средне-Лукавского сельсовета Грязинского района Козловского округа ЦЧО, было 101 хозяйство и 614 жителей. По данным 1932 года в деревне того же сельсовета было 683 жителя.
К началу войны число дворов в деревне сократилось до 53, была школа.

## Население
| 2010 | 2013 |
| ---- | ---- |
| 0    | →0   |

По переписям 2002 и 2010 годов — без населения. В настоящее время на месте деревни находятся лишь остатки строений вдоль бывшей главной улицы.